# Rudolf Nietzki
Rudolf Hugo Nietzki, född den 9 mars 1847 i Heilsberg, Ostpreussen (idag Lidzbark Warmiński i Polen), död den 28 september 1917 i Neckargemünd var en tysk kemist som framförallt sysslade med färgämnen. Som professor vid universitetet i Basel i Schweiz initierade han universitetets samarbete med den lokala kemiska industrin.

## Biografi
Nietzki föddes i en protestantisk familj. och var son till Carl Johann Emil Nietzki, präst, rektor och författare. Han studerade på Königsberg gymnasium, som han lämnade innan han tog examen och började sedan utbilda sig till apotekare. Han fortsatte sina studier i farmaci i Zinten (nu Kornevo, Kaliningrad, Ryssland) och Kreuzburg, Schlesien (nu Kluczbork, Polen). År 1865 utbildade han sig till assistent och arbetade sedan som apotekare i Hirschberg, Schlesien, där han lärde känna Paul Ehrlich, som senare uppfann kemoterapi.
Nietzki fortsatte sina studier i farmaci vid universitetet i Berlin 1867-1870. Han tjänstgjorde som militär apotekare under fransk-preussiska kriget 1870–71 och återvände sedan till universitetet. Nietzki avlade Staatsexamen för att 1871 bli apotekare och tjänstgjorde som privat assistent till kemisten August Wilhelm von Hofmann. År 1874 avlade han sin doktorsexamen vid universitetet i Göttingen.
År 1880 gifte sig Nietzki med Minna Bickerle. Han flyttade till Basel, Schweiz, där han arbetade för Geigy, samtidigt som han studerade för sin habilitering för den schweiziska kemisten Jules Piccard 1884 vid universitetet i Basel. 

## Karriär
Efter doktorsexamen arbetade Nietzki som analytiker vid Matthes & Webers svavelsyra- och läskfabrik i Düsseldorf. Från 1876 var han assistent till Antoine Paul Nicolas Franchimont vid Leiden University. År 1879 började han arbeta för Kalle & Co. i Biebrich, Rheinland-Pfalz. I ett brev till Heinrich Caro samma år skrev Nietski om sin position hos detta färgföretag: "Jag har mitt eget lilla men trevliga laboratorium och inget att göra med tillverkningen. Dessutom kommer jag att ha samma position som du har i Ludwigshafen: En uppfinnares!”
Nietzki utnämndes till docent i kemi vid universitetet i Basel 1887. År 1888 skrev han en högt ansedd lärobok om organiska färgämnen. År 1895 blev han professor i kemi. Han specialiserade sig på industriellt användbara färgämnen och initierade universitetet i Basels samarbete med den kemiska industrin. Han arbetade i sitt privata laboratorium, subventionerat av staten, i Kleinbasel isfabrik assisterad av Friedrich Fichter som oorganisk kemist och Hans Rupe som organisk kemist. Nietzki avgick på grund av sjukdom 1911 och utnämndes då till professor emeritus av universitetet. Han dog den 28 september 1917 i Neckargemünd, Baden-Württemberg.

## Vetenskapligt arbete
Nietzki spelade en ledande roll i utvecklingen av en ny klass av syntetiska färgämnen härrörande från stenkolstjära.Han gjorde sig ett namn genom sitt arbete med kinonderivat och azofärgämnen. År 1876 analyserade han det syntetiska färgämnet Anilinschwarz (svart anilin) och år 1877 upptäckte han att indaminfärgämnen bildades i den oxidativa kopplingen av p-diaminer och monoaminer. Han syntetiserade nitranilsyra och utvecklade en enkel metod för framställning av 1,4-Bensokinon. År 1878 skapade han "Biebrich scarlet" det första tetra azo-färgämnet. Under arbetet på Kalle & Co. kunde Nietzki fastställa att Raphael Meldolas syntetiska färgämne, Meldola's Blue, ingick i oxazinklassen.